# Austria ai Giochi della XXIX Olimpiade
L'Austria ha partecipato ai Giochi della XXIX Olimpiade di Pechino, svoltisi dall'8 al 24 agosto 2008, con una delegazione di 70 atleti.

## Medaglie
| Medaglia | Atleta                   | Sport       | Evento               |
| -------- | ------------------------ | ----------- | -------------------- |
| Argento  | Ludwig Paischer          | Judo        | 60 kg maschile       |
| Bronzo   | Mirna Jukić              | Nuoto       | 100 m rana femminili |
| Bronzo   | Violetta Oblinger Peters | Canoa/kayak | Slalom K1 femminile  |

## Atletica leggera
| Gara               | Atleta             | Tempo     | Posizione |
| ------------------ | ------------------ | --------- | --------- |
| 10000 m maschili   | Günther Weidlinger | 28'14"38  | 27        |
| Maratona femminile | Eva-Maria Gradwohl | 2h 44'24" | 57        |

| Gara                      | Atleta        | Qualificazioni | Qualificazioni | Finale | Finale |
| Gara                      | Atleta        | Misura         | Pos.           | Misura | Pos.   |
| ------------------------- | ------------- | -------------- | -------------- | ------ | ------ |
| Lancio del disco maschile | Gerhard Mayer | 61,32 m        | 18             |        |        |

## Beach volley

### Torneo maschile
Due coppie hanno rappresentato l'Austria: la prima formata da Clemens Doppler e Peter Gartmayer, la seconda da Florian Gosch e Alexander Horst.

#### Prima fase
Gruppo A
| 10 agosto | 10.00 | Xu - Wu          | 2-0 (21-16, 21-15)        | Gosch - Horst | Beach Volleyball Ground |
| 12 agosto | 23:00 | Herrera - Mesa   | 2-0 (21-14, 21-12)        | Gosch - Horst | Beach Volleyball Ground |
| 14 agosto | 17:00 | Kais Kr. - Vesik | 1-2 (16-21, 21-18, 12-15) | Gosch - Horst | Beach Volleyball Ground |

| posiz | squadra                    | G | V | P | Sv | Sp | Pf  | Ps  | Pts |
| ----- | -------------------------- | - | - | - | -- | -- | --- | --- | --- |
| 1     | Xu - Wu (Cina)             | 3 | 3 | 0 | 6  | 1  | 135 | 104 | 6   |
| 2     | Herrera - Mesa (Spagna)    | 3 | 2 | 1 | 4  | 2  | 114 | 107 | 5   |
| 3     | Gosch - Horst (Austria)    | 3 | 1 | 2 | 2  | 5  | 111 | 133 | 4   |
| 4     | Kais Kr. - Vesik (Estonia) | 3 | 0 | 3 | 2  | 6  | 133 | 149 | 3   |

Gruppo D
| 10 agosto | 23.00 | Barsouk - Kolodinsky   | 1-2 (16-21, 21-18, 14-16) | Doppler - Gartmayer | Beach Volleyball Ground |
| 12 agosto | 13:00 | M. Araujo - Fabio Luiz | 1-2 (22-20, 19-21, 11-15) | Doppler - Gartmayer | Beach Volleyball Ground |
| 14 agosto | 15:00 | Doppler - Gartmayer    | 2-0 (21-19, 24-22)        | Lione - Amore       | Beach Volleyball Ground |

| posiz | squadra                          | G | W | P | Sv | Sp | Pf  | Ps  | Pts |
| ----- | -------------------------------- | - | - | - | -- | -- | --- | --- | --- |
| 1     | Doppler - Gartmayer (Austria)    | 3 | 3 | 0 | 6  | 2  | 156 | 144 | 6   |
| 2     | M. Araujo - Fabio Luiz (Brasile) | 3 | 2 | 1 | 5  | 2  | 139 | 131 | 5   |
| 3     | Barsouk - Kolodinsky (Russia)    | 3 | 1 | 2 | 3  | 4  | 132 | 130 | 4   |
| 4     | Lione - Amore (Italia)           | 3 | 0 | 3 | 0  | 6  | 107 | 129 | 3   |

#### Ripescaggi
| 14 agosto | 22.00 | Heyer - Heuscher | 0-2 (11-21, 19-21) | Gosch - Horst | Beach Volleyball Ground |

#### Seconda fase
| Ottavi di finale | Ottavi di finale | Ottavi di finale    | Ottavi di finale          | Ottavi di finale    | Ottavi di finale        |
| ---------------- | ---------------- | ------------------- | ------------------------- | ------------------- | ----------------------- |
| 16 agosto        | 11.00            | Geor - Gia          | 2-1 (19-21, 21-16, 15-13) | Doppler - Gartmayer | Beach Volleyball Ground |
| 16 agosto        | 19.00            | Gosch - Horst       | 2-0 (21-17, 21-18)        | Samoilovs - Pļaviņš | Beach Volleyball Ground |
| Quarti di finale |                  |                     |                           |                     |                         |
| 18 agosto        | 20.00            | M. Araujo - F. Luiz | 2-0 (22-20, 21-17)        | Gosch - Horst       | Beach Volleyball Ground |

### Torneo femminile
L'Austria è stata rappresentata dalla coppia formata da Doris Schwaiger e Stefanie Schwaiger.

#### Prima fase
| 10 agosto | 11.00 | Karantasiou - Arvaniti | 0-2 (18-21, 18-21) | Schwaiger - Schwaiger | Beach Volleyball Ground |
| 12 agosto | 20:00 | Talita - Renata        | 2-0 (21-18, 21-19) | Schwaiger - Schwaiger | Beach Volleyball Ground |
| 14 agosto | 13:00 | Schwaiger - Schwaiger  | 2-0 (21-17, 21-10) | Candelas - Garcia     | Beach Volleyball Ground |

| posiz | squadra                         | G | W | P | Sv | Sp | Pf  | Ps  | Pts |
| ----- | ------------------------------- | - | - | - | -- | -- | --- | --- | --- |
| 1     | Talita - Renata (Brasile)       | 3 | 3 | 0 | 6  | 1  | 139 | 121 | 6   |
| 2     | Schwaiger - Schwaiger (Austria) | 3 | 2 | 1 | 4  | 2  | 121 | 105 | 5   |
| 3     | Candelas - Garcia (Messico)     | 3 | 1 | 2 | 3  | 5  | 124 | 146 | 4   |
| 4     | Karantasiou - Arvaniti (Grecia) | 3 | 0 | 3 | 1  | 6  | 125 | 137 | 3   |

#### Seconda fase
| Ottavi di finale | Ottavi di finale | Ottavi di finale | Ottavi di finale          | Ottavi di finale      | Ottavi di finale        |
| ---------------- | ---------------- | ---------------- | ------------------------- | --------------------- | ----------------------- |
| 15 agosto        | 18.00            | Goller - Ludwig  | 1-2 (21-23, 21-11, 16-18) | Schwaiger - Schwaiger | Beach Volleyball Ground |
| Quarti di finale |                  |                  |                           |                       |                         |
| 17 agosto        | 11.00            | Tian Jia - Wang  | 2-0 (21-12, 21-12)        | Schwaiger - Schwaiger | Beach Volleyball Ground |

## Canoa/kayak
| Gara     | Atleta                           | Batterie | Batterie | Semifinali | Semifinali | Finale   | Finale |
| Gara     | Atleta                           | Tempo    | Pos.     | Tempo      | Pos.       | Tempo    | Pos.   |
| -------- | -------------------------------- | -------- | -------- | ---------- | ---------- | -------- | ------ |
| K2 500 m | Yvonne Schuring Viktoria Schwarz | 1'46"980 | 5        | 1'44"834   | 3          | 1'44"965 | 9      |

| Gara         | Atleta                  | Preliminari | Preliminari | Preliminari | Preliminari | Semifinali | Semifinali | Finale | Finale | Finale | Finale |
| Gara         | Atleta                  | Manche 1    | Manche 2    | Totale      | Pos.        | Tempo      | Pos.       | Tempo  | Pos.   | Totale | Pos.   |
| ------------ | ----------------------- | ----------- | ----------- | ----------- | ----------- | ---------- | ---------- | ------ | ------ | ------ | ------ |
| K1 maschile  | Helmut Oblinger         | 86"21       | 85"54       | 171"75      | 6           | 88"69      | 9          | 90"14  | 6      | 178"83 | 7      |
| K1 femminile | Violetta OblingerPeters | 97"27       | 99"44       | 196"71      | 6           | 110"65     | 5          | 104"12 | 3      | 214"77 |        |

## Ciclismo

### Su strada e Cross country
| Gara                     | Atleta                | Tempo     | Posizione |
| ------------------------ | --------------------- | --------- | --------- |
| Corsa in linea maschile  | Christian Pfannberger | 6h 26'17" | 23        |
| Corsa in linea maschile  | Thomas Rohregger      | 6h 26'25" | 39        |
| Corsa in linea femminile | Monika Schachl        | 3h 36'37" | 46        |
| Corsa in linea femminile | Christiane Soeder     | 3h 32'28" | 4         |
| Cronometro femminile     | Christiane Soeder     | 36'20"    | 7         |
| Cross country maschile   | Christoph Soukup      | 2h 00'11" | 6         |
| Cross country femminile  | Elisabeth Osl         | 1h 51'39" | 11        |

## Equitazione
| Gara        | Atleta        | Cavallo | Dressage | Cross country | Salto       | Salto di finale | Totale      | Posizione   |
| ----------- | ------------- | ------- | -------- | ------------- | ----------- | --------------- | ----------- | ----------- |
| Individuale | Harald Ambros | Quick 2 | 55,7     | abbandonato   | abbandonato | abbandonato     | abbandonato | abbandonato |

| Gara        | Atleta               | Cavallo    | Test   | Test | Special test | Special test | Freestyle | Freestyle | Totale | Totale |
| Gara        | Atleta               | Cavallo    | Punti  | Pos. | Punti        | Pos.         | Punti     | Pos.      | Punti  | Pos.   |
| ----------- | -------------------- | ---------- | ------ | ---- | ------------ | ------------ | --------- | --------- | ------ | ------ |
| Individuale | Victoria Max-Theurer | Falcao Old | 65,333 | 27   |              |              |           |           |        |        |

## Ginnastica

### Ginnastica ritmica
| Atleta         | Qualificazioni | Qualificazioni | Qualificazioni | Qualificazioni | Qualificazioni | Qualificazioni | Finale | Finale  | Finale | Finale | Finale | Finale |
| Atleta         | Corda          | Cerchio        | Clavi          | Palla          | Totale         | Pos.           | Corda  | Cerchio | Clavi  | Palla  | Totale | Pos.   |
| -------------- | -------------- | -------------- | -------------- | -------------- | -------------- | -------------- | ------ | ------- | ------ | ------ | ------ | ------ |
| Caroline Weber | 16,125         | 15,875         | 16,250         | 15,925         | 64,175         | 17             |        |         |        |        |        |        |

## Judo
| Gara  | Atleta            | Tabellone principale                   | Tabellone principale                   | Tabellone principale                     | Tabellone principale               | Tabellone principale                  | Ripescaggi | Ripescaggi                               | Ripescaggi                               | Ripescaggi                           |
| Gara  | Atleta            | Sedicesimi                             | Ottavi                                 | Quarti                                   | Semifinali                         | Finale                                | 1º turno   | Quarti                                   | Semifinali                               | Finale                               |
| ----- | ----------------- | -------------------------------------- | -------------------------------------- | ---------------------------------------- | ---------------------------------- | ------------------------------------- | ---------- | ---------------------------------------- | ---------------------------------------- | ------------------------------------ |
| 60 kg | Ludwig Paischer   | Youness Ahamdi (Marocco) 1010-0000     | Craig Fallon (Gran Bretagna) 0002-0001 | Kim Kyong-Jin (Corea del Nord) 0020-0000 | Dimitri Dragin (Francia) 1001-0000 | Choi Min-Ho (Corea del Sud) 0000-1000 |            |                                          |                                          |                                      |
| 57 kg | Sabrine Filzmoser | Kye Sun Hui (Corea del Nord) 0001-1001 |                                        |                                          |                                    |                                       |            |                                          |                                          |                                      |
| 63 kg | Claudia Heill     | Sarah Clark (Gran Bretagna) 1011-0100  | Driulis González (Cuba) 0001-0010      |                                          |                                    |                                       |            | Wang Chin-Fang (Taipei cinese) 1010-0010 | Ysis Lenis Barreto (Venezuela) 0030-0001 | Won Ok-Im (Corea del Nord) 0001-0110 |

## Nuoto
| Gara                           | Atleta                                                  | Batterie | Batterie | Semifinali | Semifinali | Finale  | Finale |
| Gara                           | Atleta                                                  | Tempo    | Pos.     | Tempo      | Pos.       | Tempo   | Pos.   |
| ------------------------------ | ------------------------------------------------------- | -------- | -------- | ---------- | ---------- | ------- | ------ |
| 200 m stile libero             | Dominik Koll                                            | 1'47"81  | 16       | 1'47"87    | 13         |         |        |
| 400 m stile libero             | David Brandl                                            | 3'48"63  | 20       |            |            |         |        |
| 1500 m stile libero            | Florian Janistyn                                        |          |          | 15'12"46   | 21         |         |        |
| 100 m dorso                    | Markus Rogan                                            | 54"22    | 13       | 53"80      | 9          |         |        |
| 200 m dorso                    | Markus Rogan                                            | 1'56"64  | 3        | 1'56"34    | 3          | 1'55"49 | 4      |
| 200 m dorso                    | Sebastian Stoss                                         | 1'59"44  | 19       |            |            |         |        |
| 100 m rana                     | Hunor Mate                                              | 1'00"93  | 18       |            |            |         |        |
| 200 m rana                     | Hunor Mate                                              | 2'11"56  | 21       |            |            |         |        |
| 200 m rana                     | Maxim Podoprigora                                       | 2'14"43  | 35       |            |            |         |        |
| 200 m farfalla                 | Dinko Jukić                                             | 1'55"96  | 12       | 1'55"65    | 10         |         |        |
| 200 m misti                    | Dinko Jukić                                             | 2'00"57  | 16       | 2'00"98    | 16         |         |        |
| 400 m misti                    | Dinko Jukić                                             |          |          | 4'15"48    | 15         |         |        |
| Staffetta 4x200 m stile libero | Dominik Koll David Brandl Florian Janistyn Markus Rogan |          |          | 7'11"45    | 9          |         |        |

| Gara               | Atleta             | Batterie | Batterie | Semifinali | Semifinali | Finale  | Finale |
| Gara               | Atleta             | Tempo    | Pos.     | Tempo      | Pos.       | Tempo   | Pos.   |
| ------------------ | ------------------ | -------- | -------- | ---------- | ---------- | ------- | ------ |
| 100 m stile libero | Birgit Koschischek | 55"62    | 29       |            |            |         |        |
| 200 m stile libero | Jördis Steinegger  | 2'00"52  | 26       |            |            |         |        |
| 400 m stile libero | Jördis Steinegger  |          |          | 4'09"72    | 16         |         |        |
| 800 m stile libero | Jördis Steinegger  |          |          | 8'36"40    | 22         |         |        |
| 100 m rana         | Mirna Jukić        | 1'07"06  | 3        | 1'07"27    | 3          | 1'07"34 |        |
| 200 m rana         | Mirna Jukić        | 2'24"39  | 3        | 2'23"76    | 3          | 2'23"24 | 4      |
| 100 m farfalla     | Birgit Koschischek | 59"07    | 26       |            |            |         |        |
| 200 m farfalla     | Nina Dittrich      | 2'09"85  | 17       |            |            |         |        |
| 400 m misti        | Jördis Steinegger  |          |          | 4'45215    | 26         |         |        |

## Nuoto sincronizzato
| Gara | Atlete                       | Technical Routine | Technical Routine | Free Routine (preliminari) | Free Routine (preliminari) | Free Routine (finale) | Free Routine (finale) | Punteggio totale | Posizione finale |
| Gara | Atlete                       | Punteggio         | Pos.              | Punteggio                  | Pos.                       | Punteggio             | Pos.                  | Punteggio totale | Posizione finale |
| ---- | ---------------------------- | ----------------- | ----------------- | -------------------------- | -------------------------- | --------------------- | --------------------- | ---------------- | ---------------- |
| Duo  | Nadine Brandl Elisabeth Mahn | 41,250            | 21                | 41,167                     | 22                         |                       |                       |                  |                  |

## Scherma
| Gara                 | Atleta           | Sedicesimi                    | Ottavi                       | Quarti | Semifinali | Finale |
| -------------------- | ---------------- | ----------------------------- | ---------------------------- | ------ | ---------- | ------ |
| Fioretto individuale | Roland Schlosser | Javier Menendez (Spagna) 15-9 | Andrea Cassarà (Italia) 8-15 |        |            |        |

## Tennis
| Gara                | Atleta                      | Trentaduesimi                                  | Sedicesimi                                                | Ottavi                                       | Quarti                                | Semifinali | Finale |
| ------------------- | --------------------------- | ---------------------------------------------- | --------------------------------------------------------- | -------------------------------------------- | ------------------------------------- | ---------- | ------ |
| Singolare maschile  | Jürgen Melzer               | Marcos Daniel (Brasile) 69-7, 6-1, 8-6         | Stan Wawrinka (Svizzera) 6-2, 6-4                         | Lu Yen-hsun (Taipei cinese) 6-4, 6-0         | Rafael Nadal (Spagna) 0-6, 4-6        |            |        |
| Doppio maschile     | Jürgen Melzer Julian Knowle |                                                | Nicolas Kiefer Rainer Schüttler (Germania) 63-7, 6-3, 6-1 | Bob Bryan Mike Bryan (Stati Uniti) 62-7, 4-6 |                                       |            |        |
| Singolare femminile | Sybille Bammer              | Anabel Medina Garrigues (Spagna) 6-2, 4-6, 6-4 | Patty Schnyder (Svizzera) 6-4, 6-4                        | Lucie Šafářová (Rep. Ceca) 7-5, 6-4          | Vera Zvonarëva (Russia) 3-6, 6-3, 3-6 |            |        |

## Tennis tavolo
| Gara              | Atleta          | Preliminari | Turno 1                                                                     | Turno 2                                                                  | Turno 3                                                                        | Turno 4                                                             | Quarti | Semifinali | Finale |
| ----------------- | --------------- | ----------- | --------------------------------------------------------------------------- | ------------------------------------------------------------------------ | ------------------------------------------------------------------------------ | ------------------------------------------------------------------- | ------ | ---------- | ------ |
| Singolo maschile  | Chen Weixing    | bye         | bye                                                                         | Sharath Kamal Achanta (India) 4-1 (11-5, 14-12, 11-2, 8-11, 12-10)       | Wang Hao (Cina) 0-4 (7-11, 7-11, 5-11, 5-11)                                   |                                                                     |        |            |        |
| Singolo maschile  | Robert Gardos   | bye         | Ri Chol Guk (Corea del Nord) 4-3 (6-11, 8-11, 9-11, 11-9, 11-1, 11-5, 11-9) | Zoran Primorac (Croazia) 2-4 (10-12, 8-11, 11-6, 5-11, 11-5, 9-11)       |                                                                                |                                                                     |        |            |        |
| Singolo maschile  | Werner Schlager | bye         | bye                                                                         | bye                                                                      | Yoon Jae Young (Corea del Sud) 4-3 (10-11, 11-8, 6-11, 11-4, 9-11, 11-6, 11-8) | Wang Liqin (Cina) 0-4 (6-11, 4-11, 8-11, 2-11)                      |        |            |        |
| Singolo femminile | Li Qiangbing    | bye         | bye                                                                         | Wenling Tan Monfardini (Italia) 4-2 (8-11, 11-7, 11-8, 8-11, 11-5, 11-4) | Wu Jiaduo (Germania) 4-3 (11-9, 10-12, 6-11, 11-8, 3-11, 11-9, 11-9)           | Tie Yana (Hong Kong) 3-4 (9-11, 11-9, 11-2, 2-11, 9-11, 11-8, 3-11) |        |            |        |
| Singolo femminile | Liu Jia         | bye         | bye                                                                         | bye                                                                      | Li Jie (Paesi Bassi) 1-4 (5-11, 8-11, 11-9, 10-12, 3-11)                       |                                                                     |        |            |        |

### Gara a squadre maschile
La squadra maschile era composta da Chen Weixing, Robert Gardos e Werner Schlager.

#### Prima fase
| 13 agosto 2008 | Austria | 3 – 0 | Australia |  |

| 14 agosto 2008 | Austria | 3 – 0 | Grecia |  |

| 14 agosto 2008 | Cina | 3 – 0 | Austria |  |

| Squadra   | P.ti | G | V | P | GV | GP |
| --------- | ---- | - | - | - | -- | -- |
| Cina      | 6    | 3 | 3 | 0 | 9  | 0  |
| Austria   | 5    | 3 | 2 | 1 | 6  | 3  |
| Grecia    | 4    | 3 | 1 | 2 | 3  | 6  |
| Australia | 3    | 3 | 0 | 3 | 0  | 9  |

#### Seconda fase
Tabellone per il bronzo, quarti di finale
| 15 agosto 2008 | Croazia | 1 – 3 | Austria |  |

Tabellone per il bronzo, semifinale
| 17 agosto 2008 | Giappone | 1 – 3 | Austria |  |

Finale per il bronzo
| 18 agosto 2008 | Corea del Sud | 3 – 1 | Austria |  |

### Gara a squadre femminile
La squadra femminile era composta da Li Qiangbing, Liu Jia e Veronika Heine

#### Prima fase
| Pechino 13 agosto 2008, ore 10:00 | Austria                 | 3 – 0 | Rep. Dominicana | Peking University Gymnasium\| Arbitro: \| Luo Jing, Zhang Yingqiu \| |
| Arbitro:                          | Luo Jing, Zhang Yingqiu |       |                 |                                                                      |

| Pechino 13 agosto 2008, ore 19:30 | Croazia                 | 0 – 3 | Austria | Peking University Gymnasium\| Arbitro: \| Luo Jing, Zhang Yingqiu \| |
| Arbitro:                          | Luo Jing, Zhang Yingqiu |       |         |                                                                      |

| Pechino 14 agosto 2008, ore 14:30 | Cina                         | 3 – 0 | Austria | Peking University Gymnasium\| Arbitro: \| Averil Roberts, Mick McShane \| |
| Arbitro:                          | Averil Roberts, Mick McShane |       |         |                                                                           |

| Squadra         | P.ti | G | V | P | GV | GP |
| --------------- | ---- | - | - | - | -- | -- |
| Cina            | 6    | 3 | 3 | 0 | 9  | 0  |
| Austria         | 5    | 3 | 2 | 1 | 6  | 3  |
| Croazia         | 4    | 3 | 1 | 2 | 3  | 7  |
| Rep. Dominicana | 3    | 3 | 0 | 3 | 1  | 9  |

#### Seconda fase
Tabellone per il bronzo, quarti di finale
| Pechino 15 agosto 2008, ore 9:00 | Giappone | 3 – 0 | Austria |  |

## Tiro
| Gara                         | Atleta           | Qualificazioni | Qualificazioni | Finale    | Finale       | Finale |
| Gara                         | Atleta           | Punteggio      | Pos.           | Punteggio | Punt. totale | Pos.   |
| ---------------------------- | ---------------- | -------------- | -------------- | --------- | ------------ | ------ |
| Carabina 10 m aria compressa | Thomas Farnik    | 594            | 10             |           |              |        |
| Carabina 10 m aria compressa | Christian Planer | 589            | 30             |           |              |        |
| Carabina 50 m tre posizioni  | Thomas Farnik    | 1171           | 7              | 97,9      | 1268,9       | 5      |
| Carabina 50 m tre posizioni  | Mario Knögler    | 1170           | 8              | 98,4      | 1268,4       | 6      |
| Carabina 50 m a terra        | Christian Planer | 588            | 41             |           |              |        |
| Carabina 50 m a terra        | Mario Knögler    | 590            | 30             |           |              |        |

## Triathlon
| Gara           | Atleta        | Nuoto  | Ciclismo     | Corsa        | Tempo totale | Posizione    |
| -------------- | ------------- | ------ | ------------ | ------------ | ------------ | ------------ |
| Gara maschile  | Simon Agoston | 18'20" | 59'00"       | 35'02"       | 1h 53'23"98  | 38           |
| Gara femminile | Kate Allen    | 20'57" | 1h 05'23"    | 34'32"       | 2h 02'00"69  | 14           |
| Gara femminile | Eva Dollinger | 20'04" | non concluso | non concluso | non concluso | non concluso |
| Gara femminile | Tania Haiböck | 21'03" | 1h 05'22"    | 36'37"       | 2h 04'03"16  | 27           |

## Tuffi
| Gara                       | Atleta              | Preliminari | Preliminari | Semifinale | Semifinale | Finale | Finale |
| Gara                       | Atleta              | Punti       | Pos.        | Punti      | Pos.       | Punti  | Pos.   |
| -------------------------- | ------------------- | ----------- | ----------- | ---------- | ---------- | ------ | ------ |
| Trampolino 3 m maschile    | Constantin Blaha    | 407,55      | 22          |            |            |        |        |
| Trampolino 3 m femminile   | Veronika Kratochwil | 218,75      | 27          |            |            |        |        |
| Piattaforma 10 m femminile | Anja Richter        | 287,70      | 22          |            |            |        |        |

## Vela
| Gara           | Atleta                               | Regata | Regata | Regata | Regata | Regata | Regata | Regata | Regata | Regata | Regata     | Regata | Regata | Regata     | Regata     | Regata     | Regata | Punteggio | Pos. |
| Gara           | Atleta                               | 1      | 2      | 3      | 4      | 5      | 6      | 7      | 8      | 9      | 10         | 11     | 12     | 13         | 14         | 15         | M      | Punteggio | Pos. |
| -------------- | ------------------------------------ | ------ | ------ | ------ | ------ | ------ | ------ | ------ | ------ | ------ | ---------- | ------ | ------ | ---------- | ---------- | ---------- | ------ | --------- | ---- |
| Laser maschile | Andreas Geritzer                     | 28     | 6      | 2      | 30     | 20     | 44 BFD | 44 DNS | 18     | 9      | cancellata |        |        |            |            |            |        | 157       | 19   |
| 470 maschile   | Florian Reichstädter Matthias Schmid | 24     | 19     | 25     | 24     | 14     | 24     | 24     | 5      | 19     | 11         |        |        |            |            |            |        | 164       | 24   |
| 470 femminile  | Carolina Flatscher Sylvia Vogl       | 9      | 20 DSQ | 13     | 7      | 1      | 7      | 1      | 13     | 6      | 11         |        |        |            |            |            | 16     | 84        | 8    |
| Star           | Christian Nehammer Hans Spitzauer    | 14     | 10     | 11     | 6      | 14     | 4      | 12     | 4      | 12     | 14         |        |        |            |            |            |        | 87        | 12   |
| 49er           | Nico Delle Karth Nikolaus Resch      | 9      | 2      | 14     | 8      | 13     | 7      | 8      | 7      | 7      | 13         | 5      | 1      | cancellate | cancellate | cancellate | 22     | 99        | 8    |
| Tornado        | Roman Hagara Hans-Peter Steinacher   | 12     | 10     | 14     | 10     | 11     | 3      | 3      | 9      | 5      | 5          |        |        |            |            |            | 14     | 82        | 9    |